# Mireval
Mireval este o comună în departamentul Hérault din sudul Franței. În 2009 avea o populație de 3.277 de locuitori.

## Evoluția populației
| An        | 1975 | 1982  | 1990  | 1999  | 2006  | 2009  |
| --------- | ---- | ----- | ----- | ----- | ----- | ----- |
| Populație | 839  | 1.105 | 2.355 | 3.049 | 3.138 | 3.277 |